# Suerte
Die Suerte war ein Flächenmaß in verschiedenen Ländern Südamerikas.
- Argentinien (Buenos Aires): 1 Suerte de chacra = 1,47 Ar
- Nicaragua 1 Suerte de chacra = 1,41 Ar
- Argentinien: 1 Suerte de estancia = 2025 Hektar
- Uruguay: 1 Suerte de estancia = 1992 Hektar
- Mexiko: 1 Suerte de tierra = 10,7 Hektar